# Лушань (Яань)
Луша́нь (кит. упр. 芦山, пиньинь Lúshān) — уезд городского округа Яань провинции Сычуань (КНР). Уезд назван по горе Лушань.

## История
При империи Восточная Хань здесь был образован уезд Ханьцзя (汉嘉县), который в период Троецарствия был переименован в Янцзя (阳嘉县). При империи Суй был создан уезд Лушань.
В 1939 году была создана провинция Сикан, и эти земли вошли в её состав. В 1951 году был образован Специальный район Яань (雅安专区), в подчинение которого был передан и данный уезд. В 1955 году после ликвидации провинции Сикан Специальный район Яань был передан в состав провинции Сычуань. В 1970 году Специальный район Яань был переименован в Округ Яань (雅安地区). В 2000 году постановлением Госсовета КНР округ Яань был преобразован в городской округ.
В 2013 году уезд оказался в эпицентре разрушительного землетрясения.

## Административное деление
Уезд Лушань делится на 5 посёлков и 4 волости.